# 石橋亨

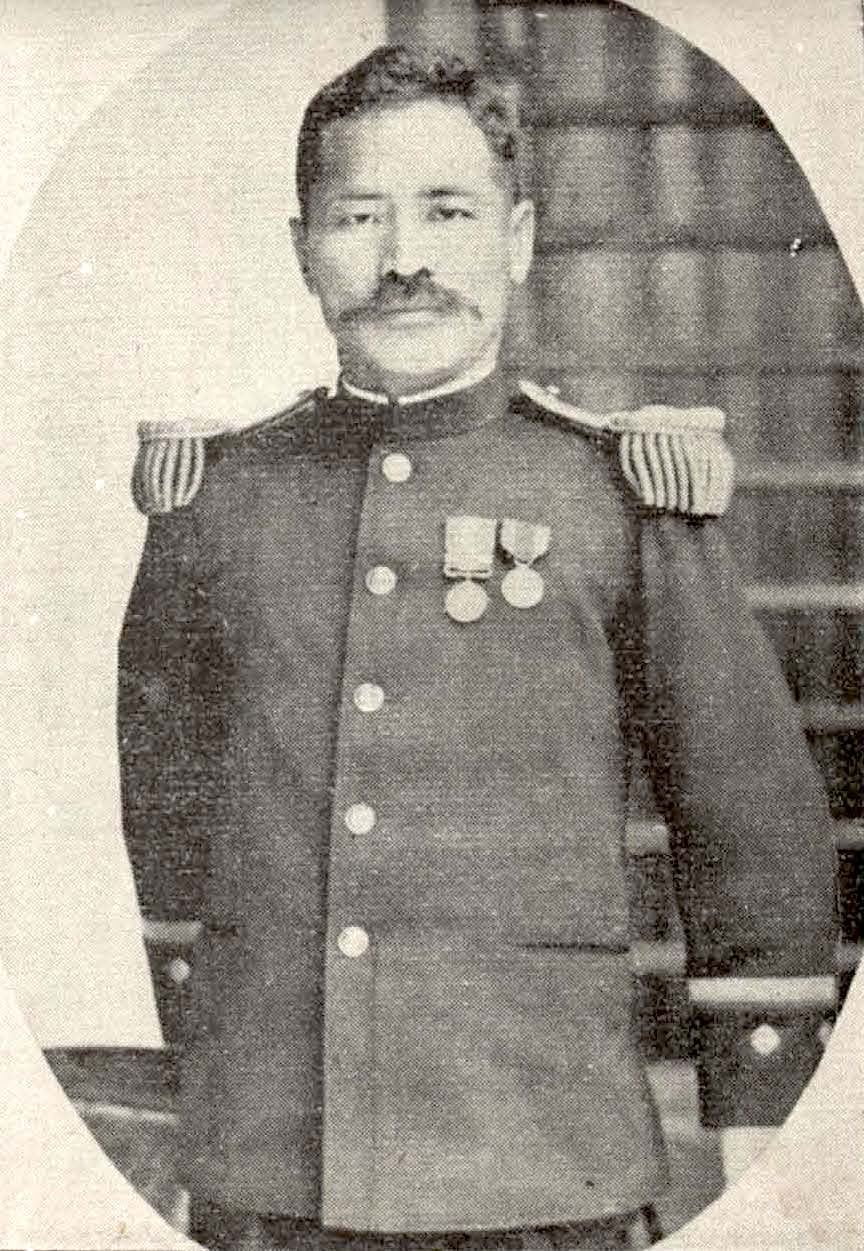
石橋亨

石橋亨（1860年3月24日—1929年7月14日），日本福岡縣人，是臺灣蕃薯藔廳長、花蓮港廳長、南投廳長。

## 生平
石橋亨於萬延元年（1860年）和曆三月三日出生，為士族石橋新平長男。1875年繼承家督，後進入官界任職，歷任山梨縣收稅屬、宮崎縣警部，後擔任臺灣總督府臺南縣辨務署長、臺灣總督府土地調査局事務官、蕃薯寮廳長、花蓮港廳長、南投廳長等職務。擔任南投廳長期間，大正2年（1913年），全面禁止台灣原住民族泰雅亞群與賽德克亞群（太魯閣族、賽德克族）之紋面文化（太魯閣語：ptasan），對違犯者處以嚴重訓戒處罰。大正3年（1914年），接替小柳重道，負責管轄南投等地方，為當時設立「有限責任南投信用組合」之人。1929年7月14日於福岡過世，享年69歲。